# Balantas
Os balantas (palavra que significa literalmente "aqueles que resistem") são um grupo étnico nigero-congolês dividido entre a Guiné-Bissau, o Senegal e a Gâmbia. São o maior grupo étnico da Guiné-Bissau, representando mais de 25% da população total do país. No entanto, mantiveram-se sempre fora do estado colonial e pós-colonial, devido à sua organização social. Os balantas podem ser divididos em seis subgrupos: balantas bravos, balantas cunantes, balantas de dentro, balantas de fora, balantas manés e balantas nagas.
Os arqueólogos crêem que o povo que viria a ser os balantas migrou para a atual Guiné-Bissau em grupos pequenos entre os séculos X e XIV d.C. Durante o século XIX, espalharam-se ao longo da área do mesmo país e do sul do Senegal, de forma a resistirem à expansão do reino de Gabu. A tradição oral entre os balantas diz que estes migraram para oeste desde a área onde são hoje o Egito, Sudão e Etiópia para escapar à seca e às guerras. Hoje, os balantas encontram-se principalmente nas regiões sul e centro da Guiné-Bissau.
São maioritariamente agricultores e criadores de gado, principalmente porcos. Existe uma importante população balanta em Angola.

## Cultura
Os balantas são o único grupo étnico da Guiné-Bissau sem um chefe ou um líder reconhecido. Todas as decisões importantes entre os balantas são tomadas por um conselho de sábios. Para se tornar um membro do conselho, o candidato terá de ser iniciado durante a cerimónia fanado. No geral, a igualdade prevalece entre os balantas. Consequentemente, os colonialistas portugueses tiveram dificuldades em governar este povo. Na viragem do século XIX para o XX, Portugal moveu campanhas de pacificação contra os resistentes balantas e sujeitou-os aos nomeados chefes fulas. Devido à repressão portuguesa, os balantas alistaram-se como soldados em grande número e foram apoiantes de primeira linha do PAIGC no desígnio nacionalista de libertação durante os anos 60 e 70 do século XX. Contudo, quando os nacionalistas assumiram o poder após a independência, depararam-se com a dificuldade em estabelecer comités de aldeia e outras organizações entre os balantas devido à sua organização social descentralizada. Muitos balantas ressentiram-se com a sua exclusão do governo. A sua proeminência no exército esteve na origem de várias tentativas de golpes de Estado lideradas por eles na década de 1980.

## Religião
Os balantas são largamente animistas na sua crença. Djon Cago é uma divindade deste povo. Na sociedade balanta, acredita-se que Deus está muito longe. Os fieis tentam alcançá-lo através de espíritos e sacrifícios. Apesar do cristianismo ser parcialmente aceito, o islão é forte e praticado juntamente com a veneração espiritualista.

## Personalidades
- Kumba Yalá (ex-presidente da Guiné-Bissau)
- Batista Tagme Na Waie (major-general)
- Carlos Lopes (economista e político)